# Ekorrtjärnen, Lappland
Ekorrtjärnen är en sjö i Gällivare kommun i Lappland och ingår i Kalixälvens huvudavrinningsområde.